# Jean Lafitte (Louisiane)
Pour les articles homonymes, voir Lafitte.
Jean Lafitte est un village de l'État américain de la Louisiane, situé dans la paroisse de Jefferson. Selon le recensement de 2000, sa population est de 2 137 habitants. Il est nommé en honneur du fameux pirate français Jean Lafitte.